# The British-Polish Correspondence Club

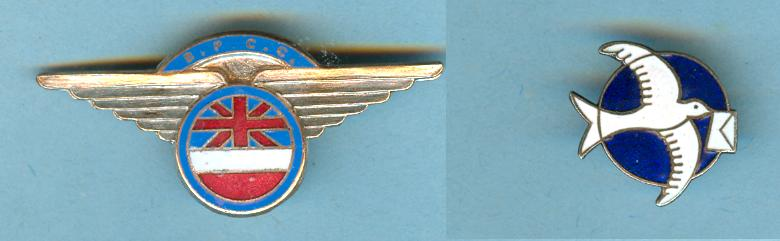
Odznaki klubowe BPCC i Friendship Exchange

Friendship & Exchange Club – założony pod koniec II wojny światowej jeden z pierwszych, dużych klubów korespondencyjnych. W założeniach miał służyć nowej polskiej emigracji (BPCC), a stał się klubem o zasięgu globalnym, szerzącym idee ‘przyjaźni ponad granicami’ (Friendship&Exchange). Jak powiedział Kathleen S. Richardson, sekretarz, w 60. rocznicę klubu i roku jego rozwiązania: Może wydawać się nieprawdopodobne, że cokolwiek może przetrwać tak długo w tak bardzo zmieniającym się świecie....

## Historia
The British-Polish Correspondence Club (BPCC), Brytyjsko-Polski Klub Korespondencyjny powstał w kwietniu 1945 r. w Szkocji, założony przez kapitana Wojska Polskiego, Wincentego Szczęsnowicza (pseudo Vincent Swicz), który został jego sekretarzem. Kierował klubem przez 33 lata, początkowo z Kirkcaldy (Fife). W 1952 r. Klub zmienił nazwę na Friendship and Exchange (też Friendship Exchange) i przeniósł siedzibę do Whitby (Yorkshire).
W 1978 r. po wyjeździe Szczęsnowicza do Polski, sekretarzem Klubu została Kathleen S. Richardson. Kierowała Klubem z Hastings (Sussex), do jego rozwiązania w 2005 r.

## Program
Według deklaracji programowej z 1945 r. „...celem Klubu jest propagowanie przyjaźni między Anglikami i Polakami, zwłaszcza ludźmi młodymi, za pomocą wymiany korespondencji, osobistych kontaktów, a w przyszłości dwustronnych wizyt [...], wymiana listów z Polakami, zdemobilizowanymi żołnierzami, przebywającymi obecnie w Wielkiej Brytanii i tymi w Polsce [...] Klub nasz ma jaką taką rację bytu, o ile poprzez Klub zdziałamy coś pożytecznego dla Polski.”
Klub był bardzo pomocny polskim zdemobilizowanym żołnierzom i powojennej polskiej emigracji na Wyspach Brytyjskich w adaptacji do nowych warunków i w zachowaniu łączności z Krajem.
Powstanie klubu i działalność kpt. Wincentego Szczęsnowicza były popierane przez jego wojskowych przełożonych, więc musiały odpowiadać określonym planom politycznym polskich władz emigracyjnych.
Priorytety emigracji ulegały zmianie, a wzrastało zainteresowanie nie-Anglików i nie-Polaków Klubem. Szczęsnowicz pisał: „Nazwa Klubu „Brytyjsko-Polski” nie zachęcała osób z innych krajów by do nas dołączać. Należało ją zmienić tak, by przemawiała też do innych.”
Klub o nowej nazwie Friendship & Exchange chciał być klubem „ponad granicami, oazą szczerej przyjaźni”, propagował idee wzajemnego zbliżenia ludzi różnych krajów, kultur i poglądów za pomocą korespondencji i spotkań.

## Działalność
BPCC gdy powstał zrzeszał 933 członków, w tym nieco więcej niż połowę Polaków. Taka też była przeciętna liczba członków Klubu w różnych okresach jego istnienia, chociaż w 1947 r. przekraczała 2100. Klub Friendship Exchange w 25-lecie istnienia liczył 782 członków z 70 krajów, w tym 32 z Polski.
Podstawą działania Klubu była korespondencja między członkami, uznawana za obowiązek regulaminowy. Propagowano też wzajemne bezpośrednie kontakty członków, indywidualne i zespołowe (Club Socials).
Działania te koordynował sekretarz, który sam korespondował z większością członków. Bywało, że wysyłał 60 i więcej listów tygodniowo. W ten sposób i za pomocą redagowanego przez siebie Biuletynu i zamieszczanych w nim komunikatów i minifelietonów, podtrzymywał specyficzną dla Klubu atmosferę serdecznej, wzajemnej życzliwości.
Liczba członków klubu i zakres jego oddziaływania nie były nigdy tak duże, jak spodziewał się tego początkowo Szczęsnowicz, marząc o wielotysięcznej międzynarodowej organizacji. Klub pozostawał jednak atrakcyjny i dotrwał do swojego 60-lecia, a uległ dopiero naporowi nowoczesnych środków komunikacji.
W 2005 r., gdy został rozwiązany, liczył 78 członków z 31 krajów, w tym 7 z Polski.
Przepływ członków w klubie był stale duży i w ciągu 60 lat przez klub przewinęło się kilka tysięcy osób różnych narodowości, które przyswajały sobie idee i zwyczaje kultywowane w Klubie.